# Croy, North Lanarkshire
Croy är en by i North Lanarkshire i Skottland. Byn är belägen 54,3 km 
från Edinburgh. Orten har 1 450 invånare (2016).